# 苔景天
苔景天（學名：Sedum acre）是景天科景天屬下的一個種，也叫苦味景天、歐洲萬年草。種加詞的意思是刺激的苦辛味。有中文資料將其誤譯為銳葉景天，但實際上苔景天的葉尖鈍圓，而非銳尖。

## 形態
多年生草本，葉呈三角形，小而多汁但稍有毒性。珠高約13公分，叢生成墊狀的匍匐莖可使植株延展，纖維狀的根使其可在岩石中或牆上生長。夏天開成簇的星形黃花。

## 生境與分佈
苔景天生長在向陽的多岩及砂質土壤，原産於歐洲、北非、土耳其以及格陵蘭，在美洲、新西蘭、日本等地歸化。

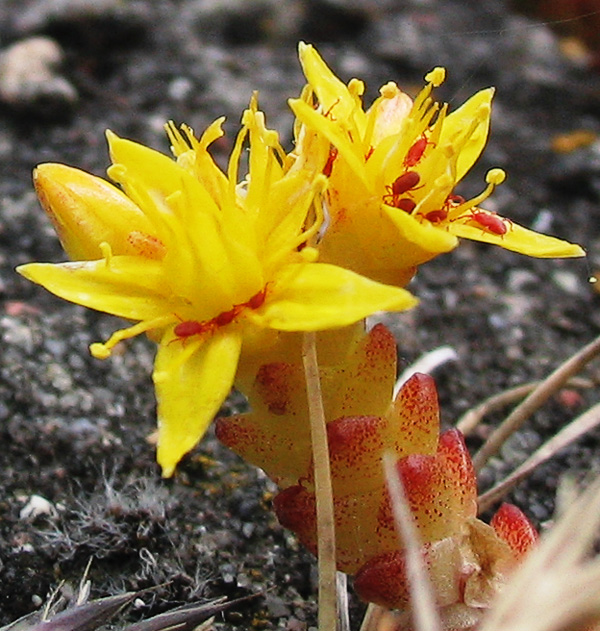
星狀黃花

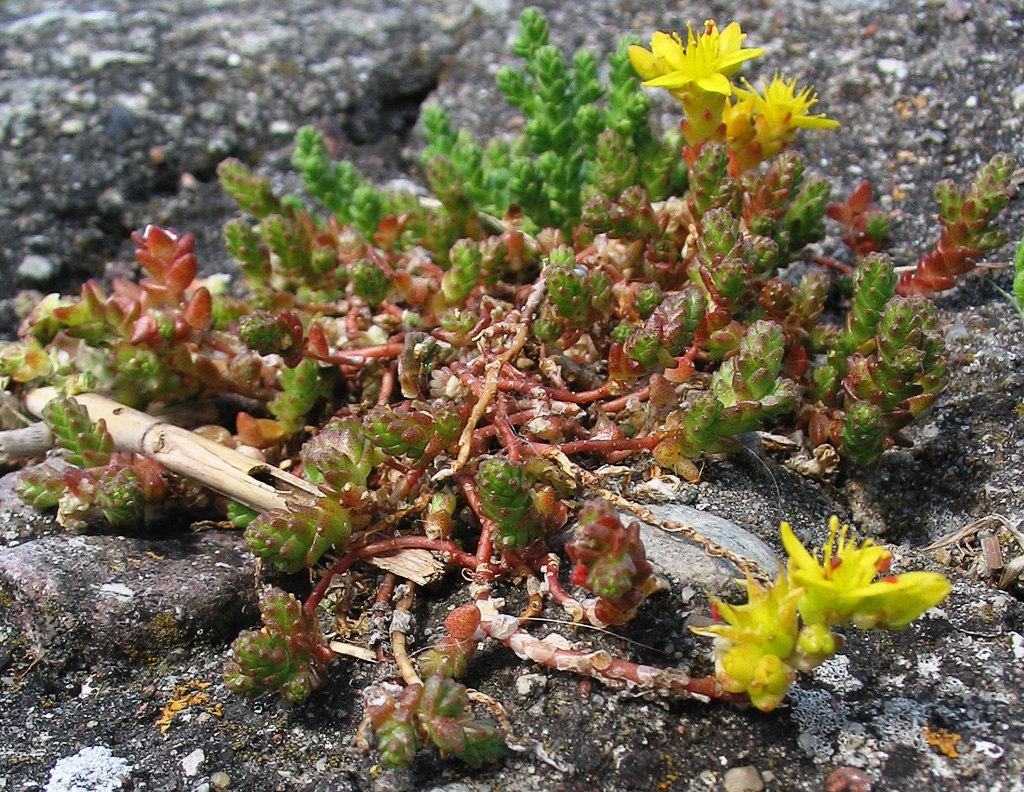
墊狀的匍匐莖

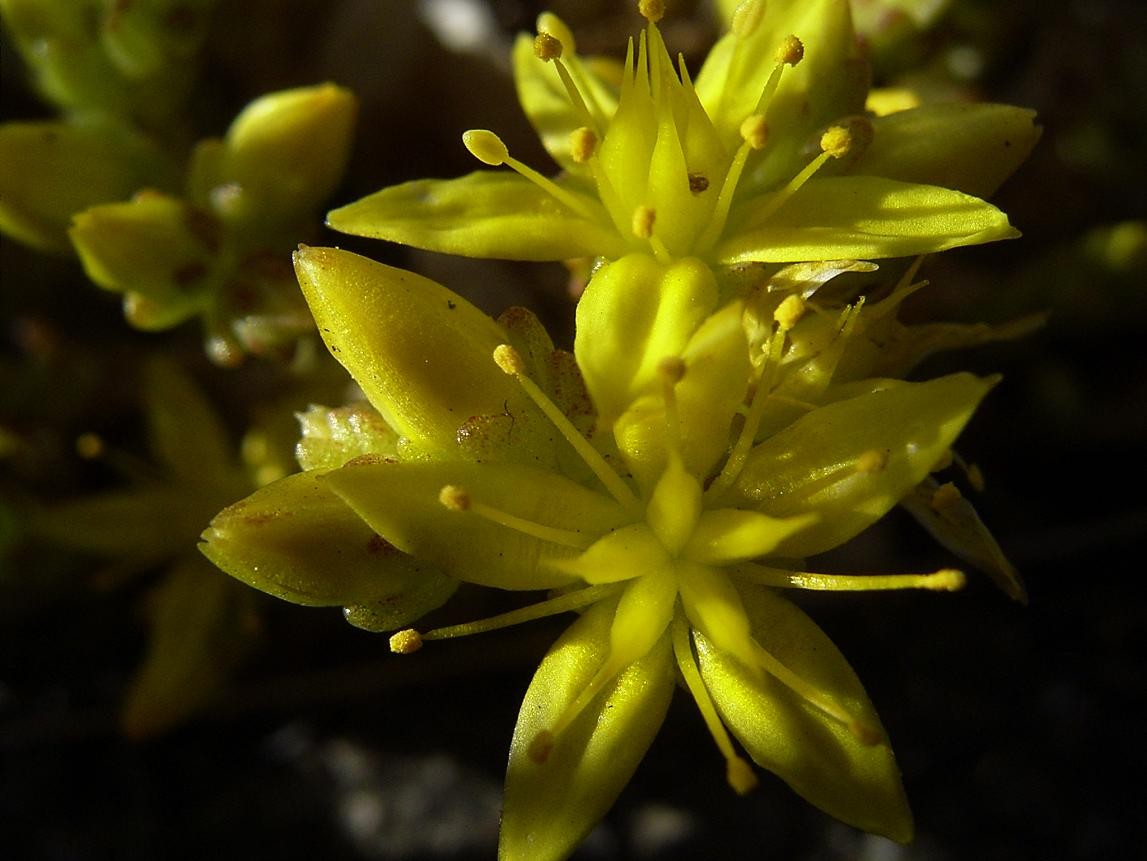
花的正面

## 用途
葉乾燥後有薑和胡椒的辣味，可作為調味品，因此有俗名牆邊胡椒，但切記只能加少量，否則會有無法忍受的反應。新鮮時可用於除疣或雞眼，有溫和消炎作用，促進傷口癒合。

## 圖覽

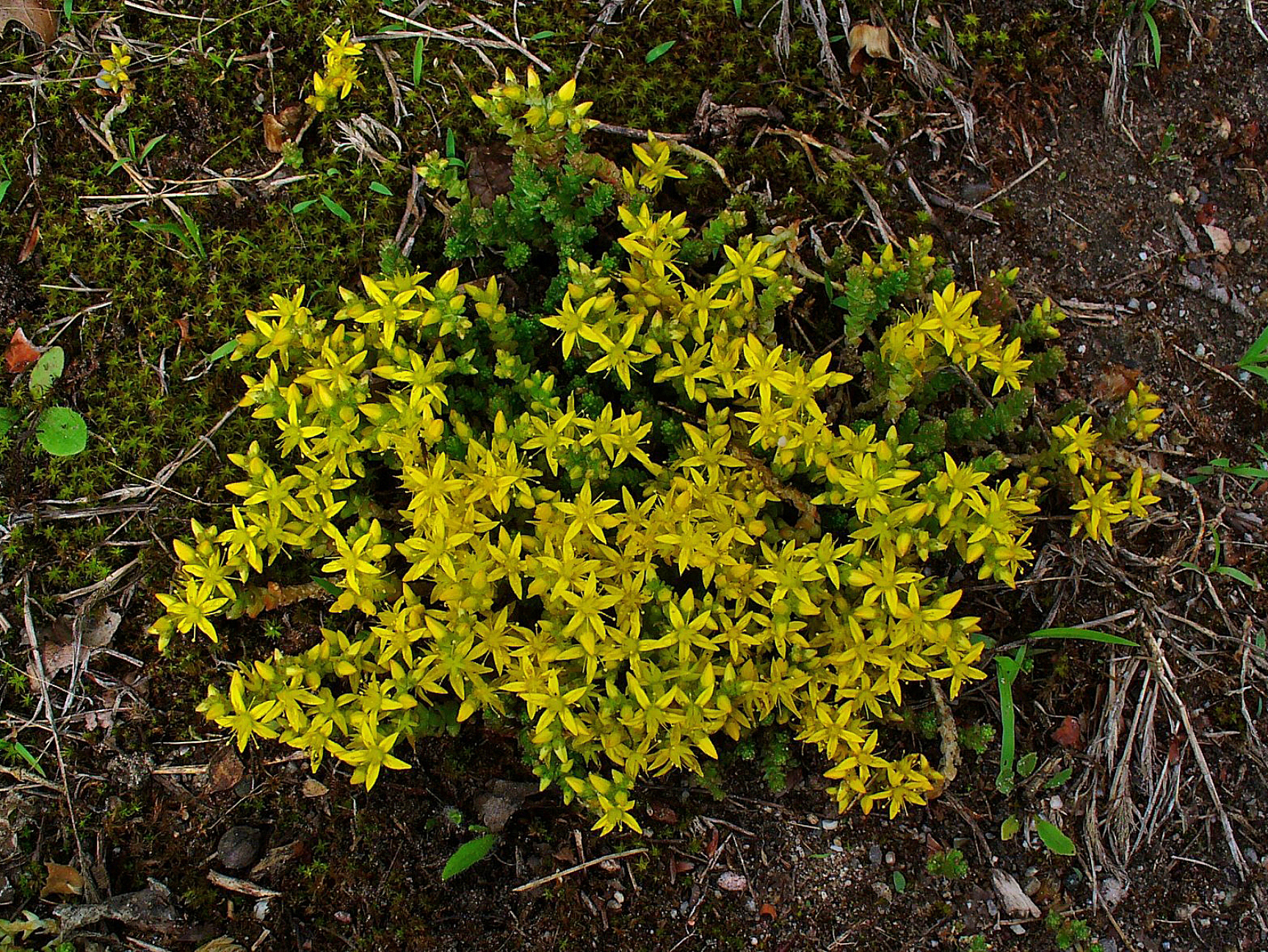
成簇的黃花
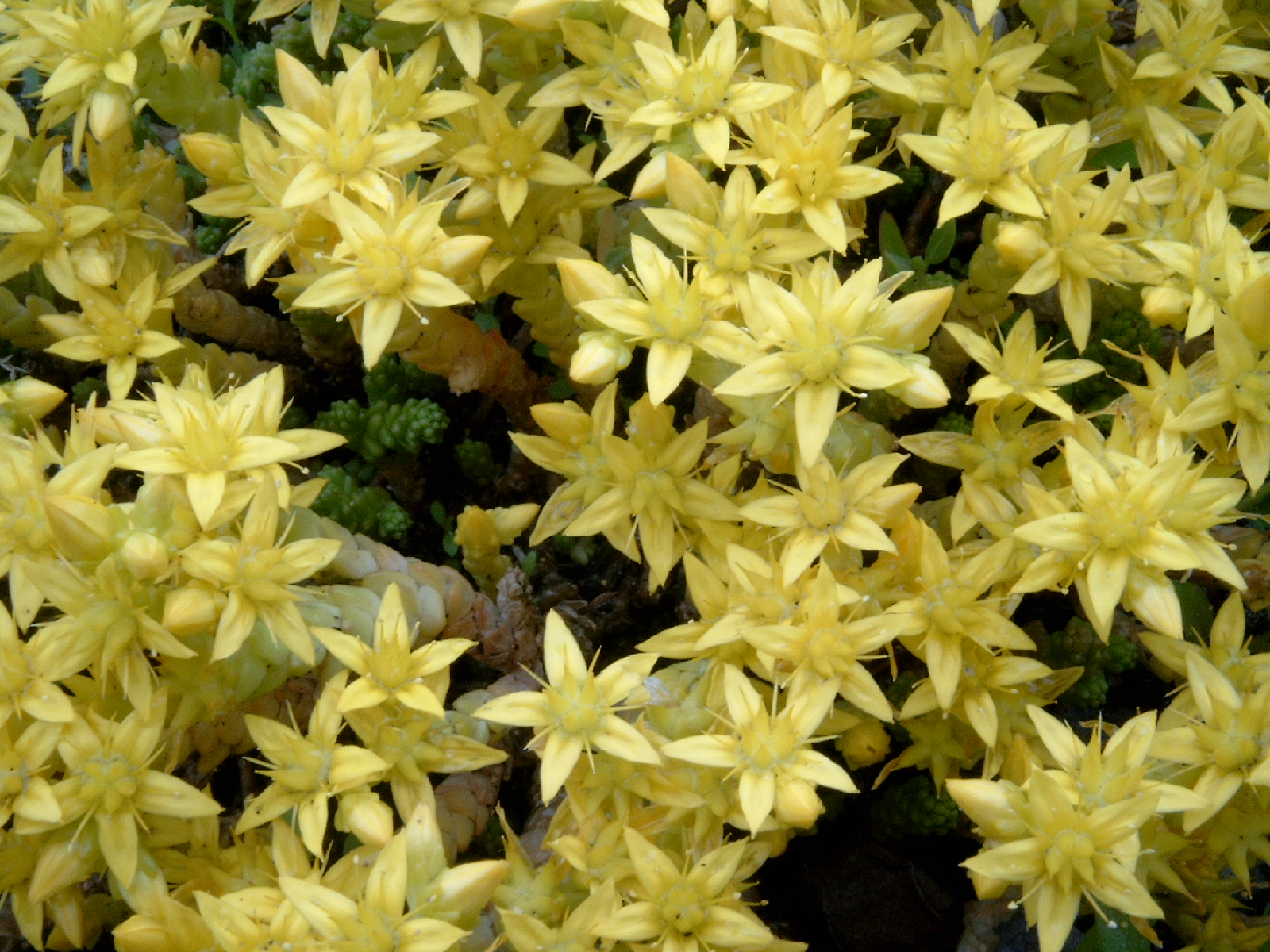
花簇近照
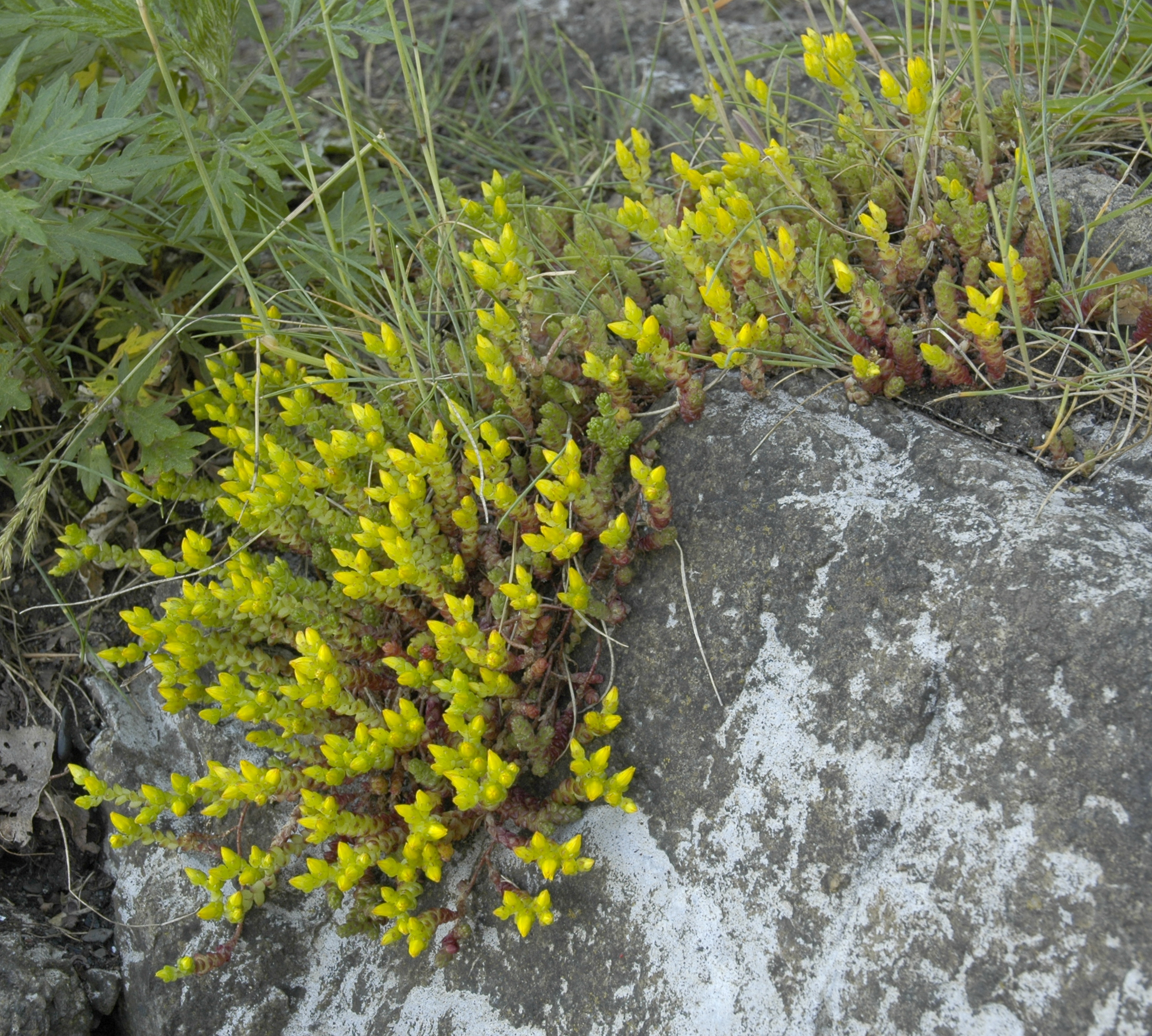
垂生在石頭上
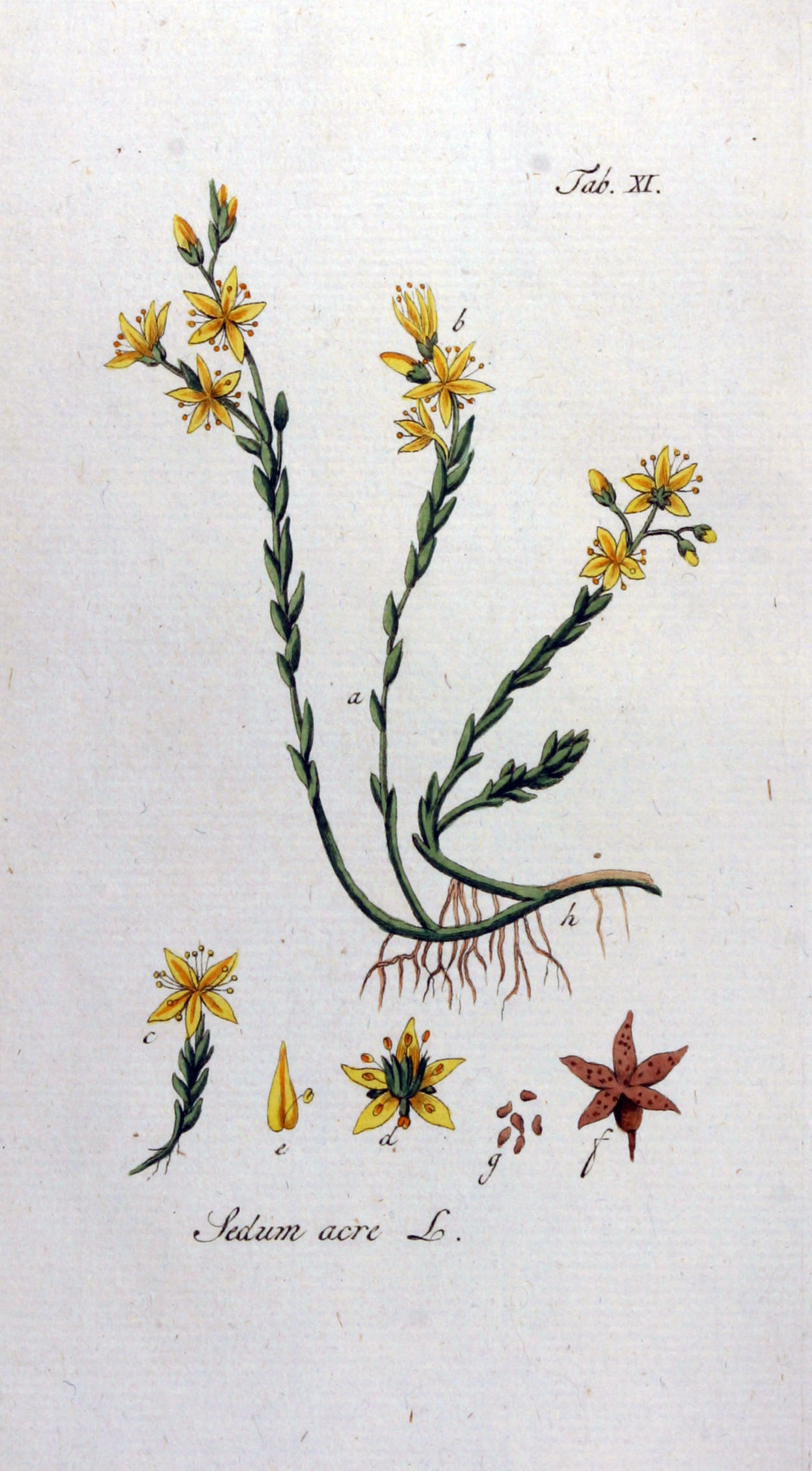
插圖

## 文獻
1. ↑  . iPlant 植物智——植物物种信息系统. 中国科学院植物研究所系统与进化植物学国家重点实验室.   [2021-08-20]. （原始内容存档于2021-08-20）.
2. ↑  . 維基詞典.   [2020-05-05]. （原始内容存档于2021-05-05）.
3. 1 2  Bremness, Lesley. . 台北: 猫头鹰出版社. 2008: 216. ISBN 9789867001993.
4. 1 2  eFlora. . Flora of North America.   [2020-05-04]. （原始内容存档于2021-04-19）.
5. ↑  . Plants of the World Online. Kew Science.   [2020-05-04]. （原始内容存档于2021-04-22）.
6. ↑  . Germplasm Resources Information Network (GRIN). USDA.

## 維基資源
维基共享资源上的相關多媒體資源：苔景天
 維基物種上的相關：苔景天